# Isaak Brodskij
Isaak Izrailevič Brodskij (6. leden 1884 Sofijevka – 14. srpen 1939 Leningrad) byl sovětský malíř a grafik, narozený na Ukrajině. Byl jedním z prvních teoretiků a propagátorů socialistického realismu, autor známých děl jako je Lenin ve Smolném, Slavnostní zahájení II. kongresu Komninterny, Portrét Maxima Gorkého atd.
Narodil se v židovské rodině na Ukrajině. Malířství studoval na akademii v Oděse a posléze v Petrohradě, kde se usadil. Jakýmsi jeho mentorem byl malíř Ilja Repin, který také namaloval Brodského známý portrét. V jeho petrohradském bytě na Náměstí umění je dnes expozice jeho díla spravovaná ruskou národní galerií. Od roku 1934 byl ředitelem petrohradské akademie umění. K jeho přímým žákům patřili Nikolaj Timkov, Alexander Laktionov, Jurij Neprintsev, Pjotr Belousov, Pjotr Vasiljev či Michail Kozell. Brodskij byl prvním malířem, který obdržel Leninův řád.

## Galerie

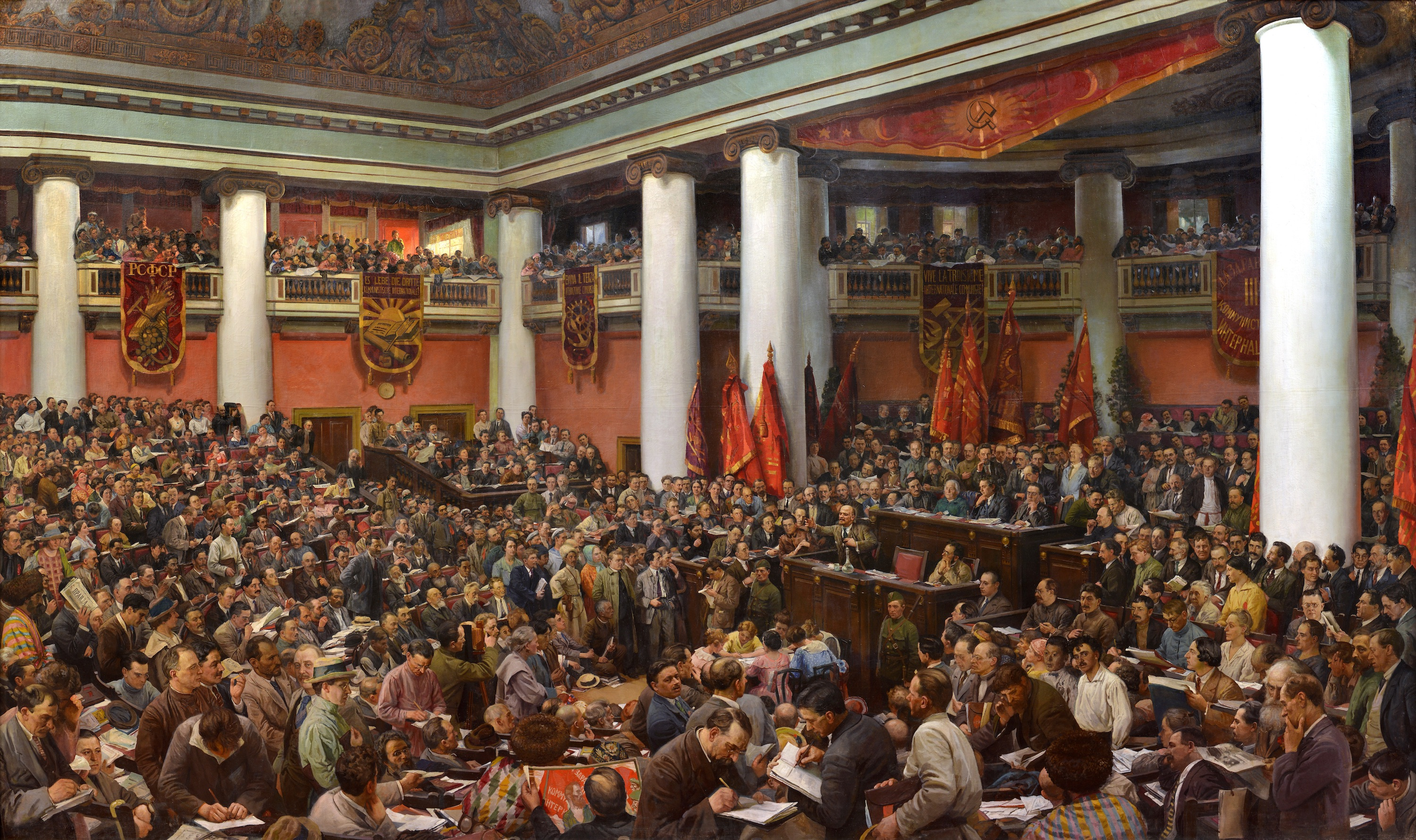
Slavnostní zahájení II. kongresu Komninterny, 1924
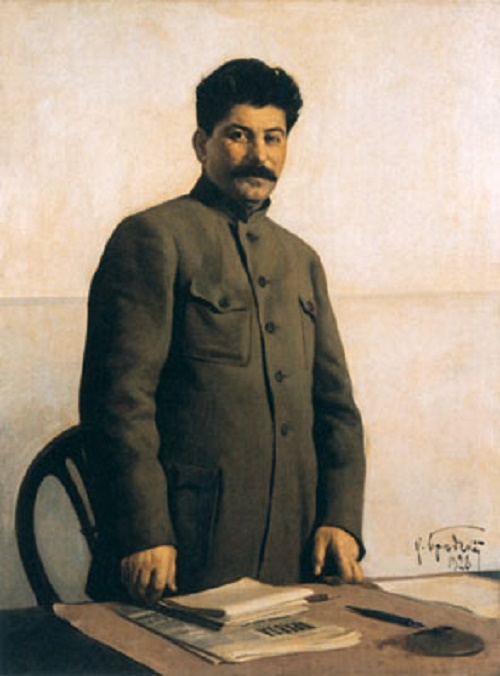
Portrét Stalina, 1928
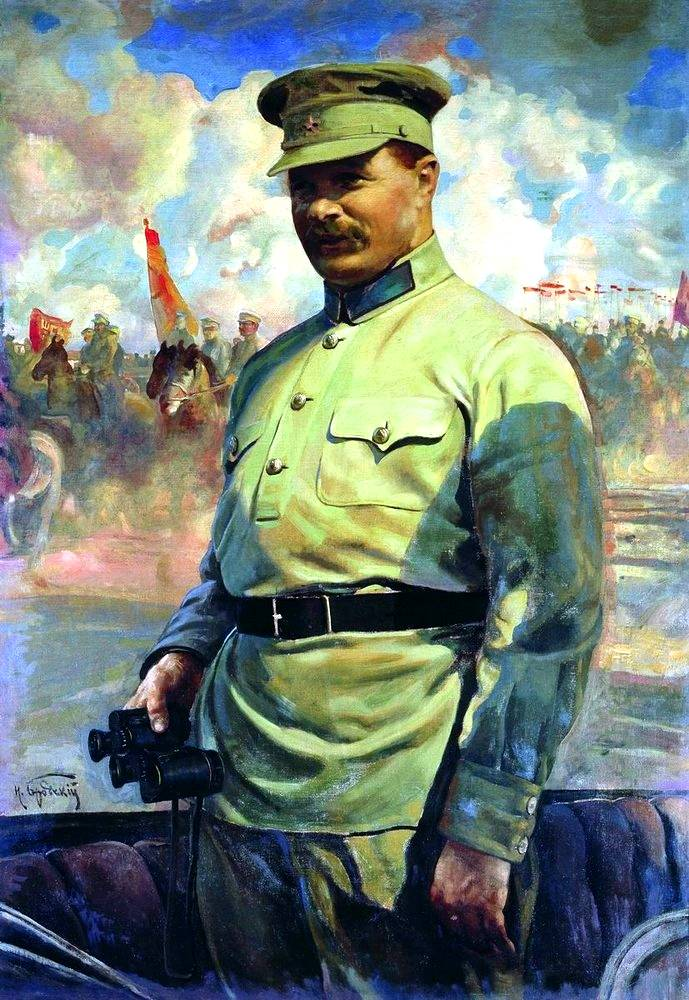
Portrét Michaila Frunzeho, 1929
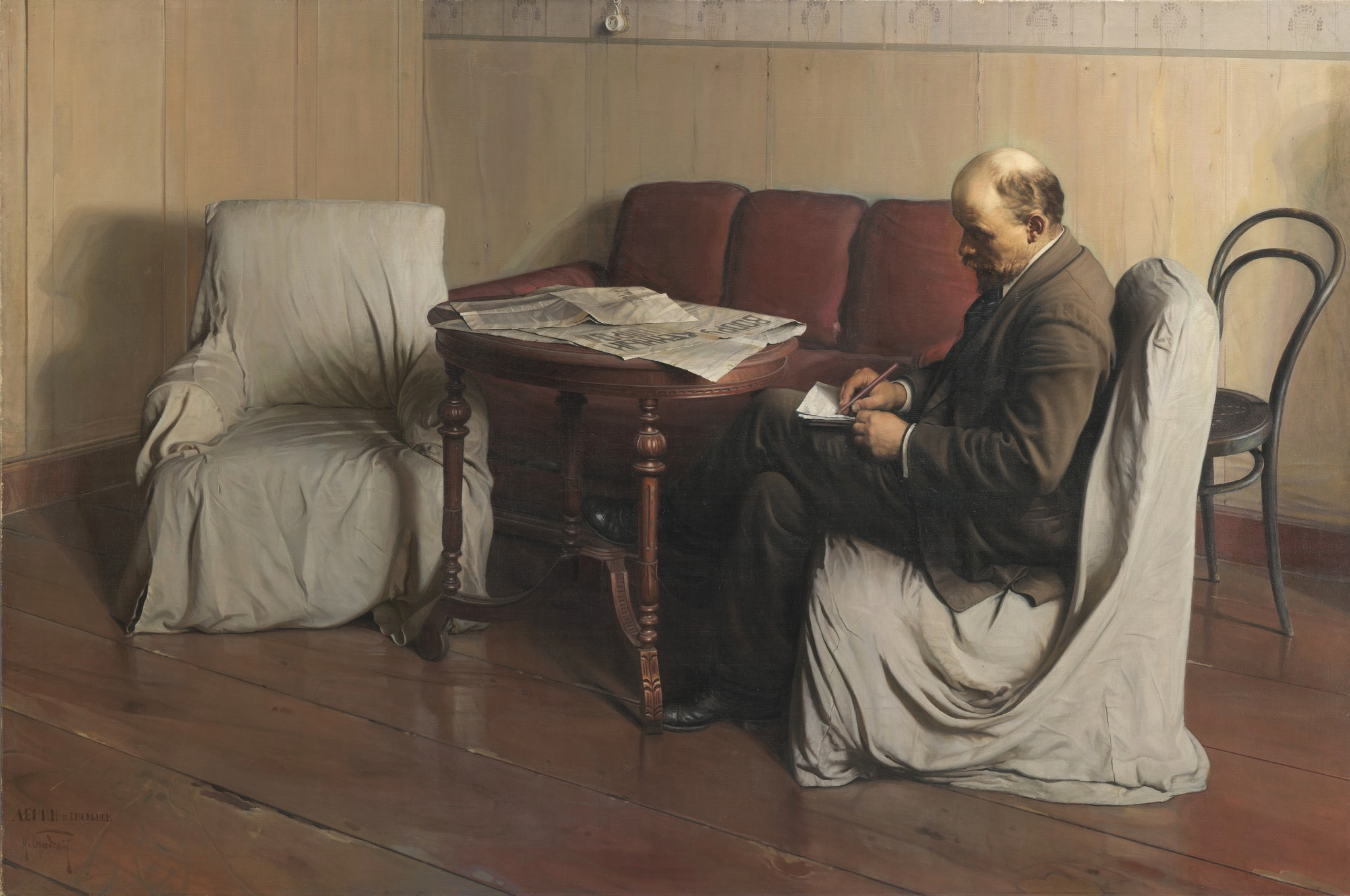
Lenin ve Smolném, 1930
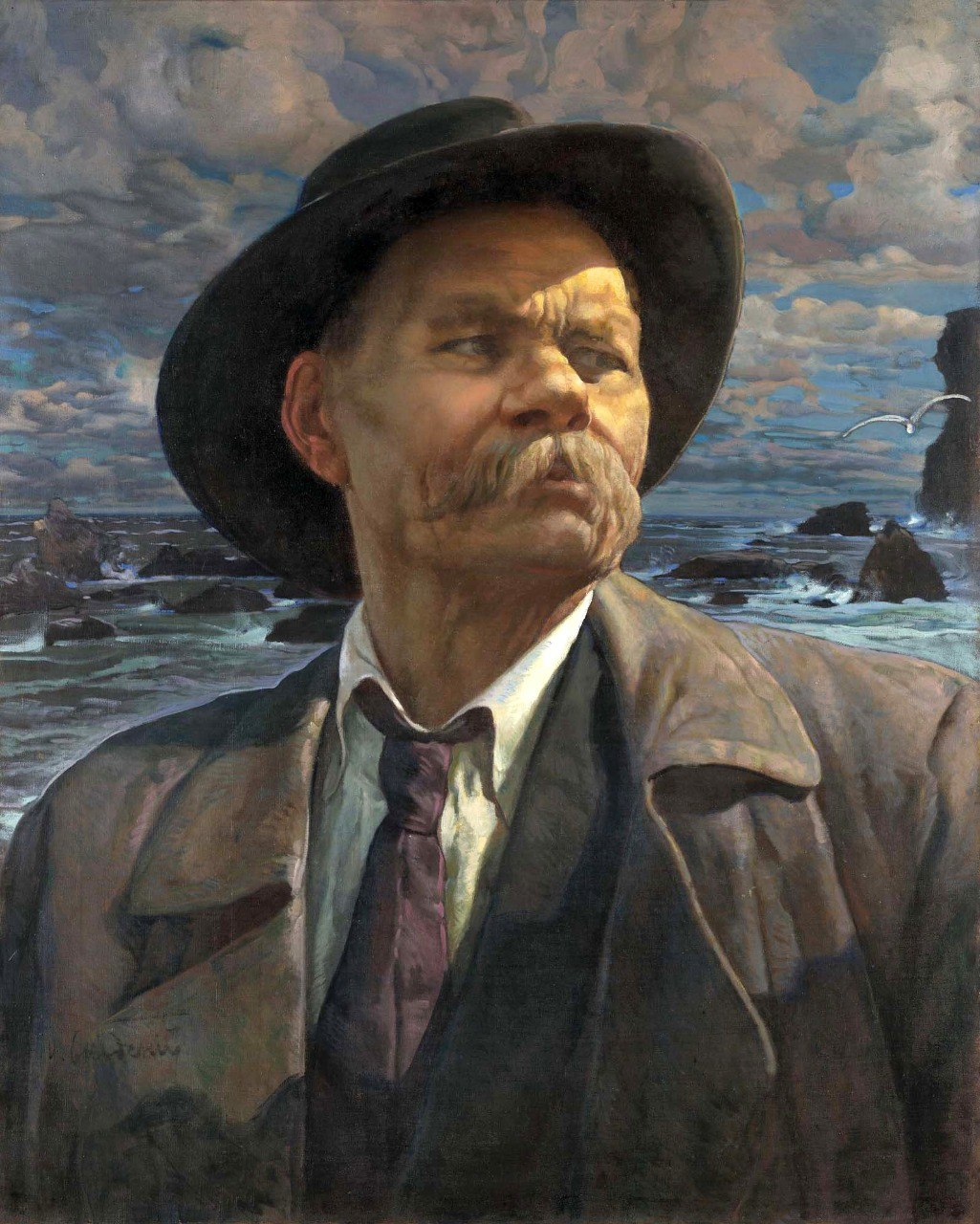
Portrét Maxima Gorkého, 1937